# إسلام عيسى (لاعب كرة قدم)
إسلام عيسى (مواليد 1 فبراير 1996)،لاعب كرة قدم مصري يلعب في النادي الاهلى في مركز الوسط.

## مشواره
بدأ إسلام مشواره مع براعم نادي النصر قبل التدرج في فرق قطاع الناشئين بالنادي وصولا للفريق الأول، إلا أنه واجهه الكثير من الصعاب.انتقل بعد ذلك لنادي لعبور في دوري القسم الثالث، بعد تألقه عاد مرة أخرى لنادي النصر، مقابل 25 ألف جنيه.
في يناير 2018 انتقل عيسى للنادي المصري في صفقة بلغت 10 ملايين جنيه.

## وصلات خارجية
- إسلام عيسى في موقع كورة